# Ferrara Porta Reno
Ferrara Porta Reno (wł: Stazione di Ferrara Porta Reno) – stacja kolejowa w Ferrara, w regionie Emilia-Romania, we Włoszech. Znajdują się tu 2 perony. Jest zarządzana przez Rete Ferroviaria Italiana.
| Ferrara Porta Reno                  |  |                          |
| Linia Ferrara – Codigoro (3,000 km) |  |                          |
| Ferrara Aleottiodległość: 1,000 km  |  | Cona odległość: 9,000 km |